# Ehrenbergs Augentier
Ehrenbergs Augentier (Euglena ehrenbergii) ist eine Art der Protisten aus der Gattung der Augentierchen (Euglena). Es kommt in sauerstoffreichen, klaren, stehenden Gewässern vor.

## Merkmale
Euglena ehrenbergii ist 170 bis 400 Mikrometer lang. Die Zellen sind langgestreckt, abgeflacht und oft in sich verdreht. Sie sind lebhaft metabol. Die Membran ist spiralig gestreift. Es sind scheibchenförmige Chloroplasten vorhanden. Die Geißel ist halb so lang wie der Körper.

## Belege